# Шмидт, Анна Николаевна
Анна Николаевна Шмидт (30 июля 1851, Нижний Новгород — 18 августа 1905, Москва, Российская империя) — нижегородская журналистка, автор религиозно-мистических сочинений («Третий Завет»).

## Биография
Родилась 30 июля (11 августа) 1851 года в Нижнем Новгороде, где и провела большую часть своей жизни. Отец — юрист, служил судебным следователем. Мать — религиозная женщина, чтившая православные традиции, в девичестве А. Ф. Романова, дочь титулярного советника. Шмидт была единственной дочерью в семье и воспитывалась в старозаветном духе. Систематического образования не получила, но сдала экзамен на звание учительницы французского языка, три года преподавала в Мариинской женской гимназии. Впоследствии работала переводчицей и журналисткой в местных газетах.
Не имея достаточного образования, из личного мистического откровения, подобно авторам-визионерам (напр., Я. Бёме), построила гностическую систему. Её сочинения получили высокую оценку русского философа Сергия Булгакова, отмечавшего близость между её учением и каббалой, способствовавшего изданию книги «Из рукописей А. Н. Шмидт. С письмами к ней В. С. Соловьёва».
Позже встречалась с ним. Переписывался с Анной Шмидт и А. Блок. О ней писали Андрей Белый, Сергей Соловьёв, высоко ценил Николай Бердяев.
В 1900 г. Шмидт написала Вл. Соловьёву письмо на 16-ти страницах, где изложила своё учение, которое считала божественным откровением. В своих работах А. Шмидт касается концепции Третьего Завета.

Это — первая мистическая книга в России в строгом смысле этого слова, мистическая книга большого стиля, подобная творениям Я. Бёме, Сведенборга, Сен-Мартена и других классиков мистики. Со временем Шмидт будет причислена к классикам мистической литературы. В России есть много книг мистического направления, но нет мистических книг строгого стиля. И среди женщин-мистиков Шмидт будет принадлежать одно из первых мест наряду с Анжелой де Фолиньо, св. Терезой и мадам Гюйон. Но тип мистики Шмидт гностический,
познавательный, близкий Бёме, и в этом она единственная и совершенно своеобразная среди женщин. Мистика Шмидт также своеобразно русская, конкретная, апокалиптическая. И тем более оригинально, что в этой русской, конкретной, апокалиптической мистике так много гипнотического. Такого явления не было еще в русской письменности.
— Николай Бердяев 
Скончалась 18 августа 1905 года в Москве. Похоронена на Петропавловском кладбище Нижнего Новгорода (захоронение не сохранилось).